# Княжево (село)
Вижте пояснителната страница за други значения на Княжево.
Княжево е село в Южна България. То се намира в община Тополовград, област Хасково.

## География
Княжево е подходящо място за почивка и отдих. Разположено е в началото на Сакар планина и в близост има множество горички. Край селото тече река Тунджа. Има и 3 малки рекички, които се вливат в Тунджа – двете преди селото, р. Синаповска която се влива в р. Калница (Азмака) и след 500 m се вливат в р. Тунджа, а другата р. Дугановска след него. След големия мост над р. Тунджа (Белият мост) – едно красиво съоръжени с пет арки строено през 1912 – 13 г. – свършва долината на река Тунджа и започва ждрелото между Сакар и Странджа. Селото се намира в малка котловина между Долай баир, Къртик баир, Ибрям баир и Татармаша на който има намерено древно селище.

## Забележителности
Съществува хипотеза, че в местността Татар маша е бил древният тракийски град Дронгилон. При археологическите разкопки са открити артефакти, за които се счита, че са останки от древен дворец.

## Личности
- Стоян Шаламанов (16 октомври 1926 – 21 януари 2017 г.), известен български икономист, проф. д-р на ик. н.

1. ↑  www.grao.bg